# Araneus fengshanensis
Araneus fengshanensis är en spindelart som beskrevs av Zhu och Song 1994. Araneus fengshanensis ingår i släktet Araneus och familjen hjulspindlar. Inga underarter finns listade i Catalogue of Life.